# Alexandre do Nascimento
Pour les articles homonymes, voir Nascimento.
Alexandre do Nascimento, né le 1er mars 1925 à Malanje en Angola et mort le 28 septembre 2024 à Luanda, est un cardinal angolais, archevêque de Luanda de 1977 à 2001.

## Biographie

### Prêtre
Après être entré au séminaire en Angola, Alexandre do Nascimento poursuit ses études à l'université pontificale grégorienne à Rome, où il obtient un diplôme en philosophie et une licence en théologie, et est ordonné prêtre le 10 août 1958 pour le diocèse angolais de Malanje par le cardinal Luigi Traglia.
De retour dans son diocèse, il enseigne la théologie dogmatique au grand séminaire de Luanda tout en étant actif dans les communications sociales en éditant un journal catholique et en dirigeant une radio catholique.
En 1961, il part pour dix ans au Portugal, exerçant son ministère pastoral à Lisbonne.
En 1971, il préside le tribunal ecclésiastique de Luanda tout en étant secrétaire général du mouvement Caritas pour l'Angola et en enseignant la théologie morale.

### Évêque
Nommé évêque de Malanje le 10 août 1975, il est consacré le 31 août suivant.
Le 3 février 1977, il devient archevêque de Lubango avant de devenir archevêque de Luanda le 16 février 1986. Il se retire de cette charge pour raison d'âge le 23 janvier 2001.
Le 15 octobre 1982, il est enlevé par l'UNITA et n'est relâché que le 16 novembre suivant après un appel public lancé en sa faveur par le pape Jean-Paul II durant l'angelus du 31 octobre.

### Cardinal
Il est créé cardinal par le pape Jean-Paul II lors du consistoire du 2 février 1983 avec le titre de cardinal-prêtre de S. Marco in Agro Laurentino.
Il perd sa qualité d'électeur le jour de ses 80 ans le 1er mars 2005, ce qui l'empêche de participer aux votes des conclaves de 2005 (élection de Benoît XVI) et de 2013 (élection de François).
Le 5 juin 2015, il entre dans les Fraternités sacerdotales de l'Ordre des Prêcheurs, et devient ainsi dominicain.
À la mort du cardinal Jozef Tomko le 8 août 2022, il devient le membre le plus âgé du collège cardinalice.
Il meurt le 28 septembre 2024 à Luanda, à l'âge de 99 ans, après un cardinalat de plus de 41 ans. Le cardinal Estanislao Esteban Karlic lui succède comme membre le plus âgé du collège des cardinaux.
Les funérailles solennelles sont célèbrées le 8 octobre suivant dans la cathédrale de Luanda, par l'archevêque Filomeno do Nascimento Vieira Dias (en).

## Décoration
- Grand-croix de l'ordre du Christ. Décoration remise à l'ambassade du Portugal en Angola de Luanda, 19 juillet 2010[3]